# Suzanne de Kort
Suzanne Maria S. de Kort (Nijmegen, 15 maart 1990) is een Nederlands voetballer die sinds 2012 op huurbasis uitkomt voor PSV/FC Eindhoven. Ze staat onder contract bij FC Twente.

## Carrière

### Jeugd
De Kort begon haar voetbalcarrière bij RKSV Bekkerveld, waar ze in jongenselftallen speelde. In de zomer van 2007 maakte ze de overstap naar het HvA-project onder leiding van Hesterine de Reus dat net door de KNVB was opgestart. Ze zou er uiteindelijk één jaar spelen.

### RKTSV
Met haar overstap naar het HvA-project stapte ze ook over naar het dameselftal van RKTSV. Bij de club uit Kerkrade speelde ze dat jaar degradatievoetbal en uiteindelijk wist de club zich niet te handhaven in de Hoofdklasse.

### Roda JC
Toen Roda JC in de zomer van 2008 begon met vrouwenvoetbal werd De Kort uitverkozen om voor het elftal uit te komen. Zo begint ze in seizoen 2008/09 in de hoogste divisie voor vrouwenvoetbal in Nederland. De club uit Kerkrade eindigde op de laatste plek in de competitie en het elftal wordt na één seizoen alweer opgeheven vanwege de financiële situatie bij de club. De Kort vond in FC Twente een nieuwe club.

### FC Twente
Bij FC Twente kent De Kort een goede start. Ze weet al gauw een basisplek te veroveren op de vleugel en verhuist gaandeweg het seizoen naar de punt van de aanval. Op 11 maart 2010 wist ze door haar doelpunt tegen FC Utrecht op gelijke hoogte te komen met Chantal de Ridder aan de kop van de topscorerslijst van de Eredivisie. Uiteindelijk scoorde De Kort zes doelpunten in 19 wedstrijden. Haar club eindigde op een vierde plaats.
Seizoen 2010/11 was een minder gelukkig seizoen voor De Kort. Ze verloor haar plaats in het elftal en kwam voornamelijk voor het beloftenteam in actie, waar ze topscorer van werd. Competitiedoelpunten in het eerste bleven dat jaar echter uit. Wel was ze trefzeker in het bekertoernooi. Dat jaar won ze met FC Twente wel de landstitel. Ook het seizoen erna was er voor De Kort voornamelijk speeltijd bij het beloftenelftal. In de tien duels die ze in actie kwam in het eerste wist ze niet te scoren.
In juni 2012 kwamen PSV/FC Eindhoven en FC Twente overeen De Kort een jaar op huurbasis in Eindhoven te laten spelen. De Kort was daarmee de eerste vrouwelijke speler in Nederland die verhuurd werd.

## Statistieken
| Seizoen | Club             | Land      | Competitie          | Wed. | Goals |
| ------- | ---------------- | --------- | ------------------- | ---- | ----- |
| 2008/09 | Roda JC          | Nederland | Eredivisie          | 18   | 3     |
| 2009/10 | FC Twente        | Nederland | Eredivisie          | 19   | 6     |
| 2010/11 | FC Twente        | Nederland | Eredivisie          | 12   | 0     |
| 2011/12 | FC Twente        | Nederland | Eredivisie          | 10   | 0     |
| 2012/13 | PSV/FC Eindhoven | Nederland | Women's BeNe League | 1    | 0     |
| Totaal  | Totaal           | Totaal    | Totaal              | 59   | 9     |

Bijgewerkt op 2 september 2012